# Cyprus Airways
Cyprus Airways – byłe cypryjskie narodowe linie lotnicze z siedzibą w Nikozji. Obsługiwały około 30 połączeń do Europy, Bliskiego Wschodu i Zatoki Perskiej. Głównym węzłem był Port lotniczy Larnaka.
9 stycznia 2015 roku, władze Cypru ogłosiły upadłość linii po tym, jak Komisja Europejska uznała, że przekazane przewoźnikowi 65 mln euro państwowego wsparcia, naruszyło zasady udzielania pomocy publicznej i zażądała zwrotu całej kwoty.

## Porty docelowe

### Bliski Wschód
- Arabia Saudyjska
  - Dżudda (port lotniczy Dżudda)
  - Rijad (port lotniczy Rijad)
- Bahrajn
  - Manama (port lotniczy Bahrajn)
- Egipt
  - Kair (port lotniczy Kair)
- Izrael
  - Tel Awiw-Jafa (port lotniczy Tel Awiw-Ben Gurion)
- Jordania
  - Amman (port lotniczy Amman)
- Liban
  - Bejrut) (port lotniczy Bejrut)
- Syria
  - Damaszek (port lotniczy Damaszek)
- Zjednoczone Emiraty Arabskie
  - Dubaj (port lotniczy Dubaj)

### Europa
- Austria
  - Wiedeń (port lotniczy Wiedeń-Schwechat)
- Belgia
  - Bruksela (port lotniczy Bruksela)
- Bułgaria
  - Sofia (port lotniczy Sofia)
- Francja
  - Paryż (port lotniczy Paryż-Roissy-Charles de Gaulle)
- Grecja
  - Ateny (port lotniczy Ateny)
  - Iraklion (port lotniczy Heraklion)
  - Rodos (Port lotniczy Rodos)
  - Saloniki (port lotniczy Saloniki-Makedonia)
- Holandia
  - Amsterdam (port lotniczy Amsterdam-Schiphol)
- Niemcy
  - Frankfurt (port lotniczy Frankfurt)
- Rosja
  - Moskwa (port lotniczy Moskwa-Szeremietiewo)
- Rumunia
  - Bukareszt (port lotniczy Bukareszt-Otopeni)
- Szwajcaria
  - Zurych (port lotniczy Zurych-Kloten)
- Wielka Brytania
  - Birmingham (port lotniczy Birmingham)
  - Londyn
    - (Port lotniczy Londyn-Heathrow)
    - (port lotniczy Londyn-Stansted)

  - Manchester (port lotniczy Manchester)
- Włochy
  - Mediolan (port lotniczy Mediolan-Malpensa)
  - Rzym (port lotniczy Rzym-Fiumicino)